# Blackwell (Texas)
Blackwell város az USA Texas államában, Nolan és Coke megyében. Lakosainak száma 258 fő (2020. április 1.).

## Népesség
A település népességének változása:

| 2010 | 311 |
| 2020 | 258 |